# Bracon trypaeniphaga
Bracon trypaeniphaga är en stekelart som först beskrevs av Ramakrishna Ayyar 1928.  Bracon trypaeniphaga ingår i släktet Bracon och familjen bracksteklar. Inga underarter finns listade.